# Zona di protezione tedesca in Slovacchia

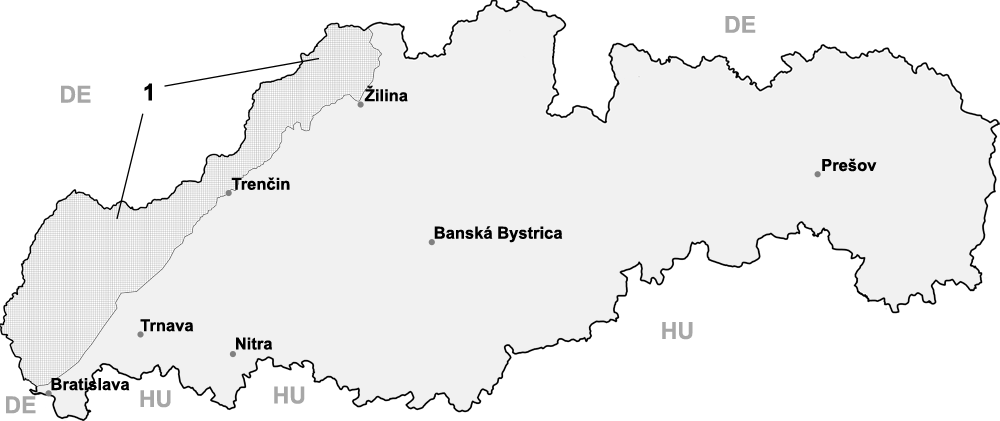
1. La zona di protezione

La zona di protezione tedesca in Slovacchia (in tedesco Deutsch-Slowakische Schutzzonenstatut), o zona di protezione (in tedesco Schutzzone) era un'area stabilita nella parte occidentale della Prima Repubblica Slovacca dopo la dissoluzione e la divisione della Cecoslovacchia da parte della Germania nazista nel 1939. Lo status speciale della zona era già stato creato nel trattato iniziale tedesco-slovacco del 23 marzo 1939, che definiva il rapporto di protezione tra la Germania e lo Stato slovacco. La zona venne codificata dal trattato tedesco-slovacco del 28 agosto 1939, firmato a Bratislava (in tedesco Pressburg).
Il trattato conferiva alla Wehrmacht tedesca l'unica autorità economica e politica nell'area designata sotto forma di occupazione militare, che era delimitata dalle creste dei Piccoli Carpazi, dei Carpazi Bianchi e dei Monti Javorníky. La zona aveva lo scopo di garantire alla Germania il diritto d'invadere la Polonia dal territorio slovacco.
I tedeschi però mantennero il controllo della Schutzzone per tutta la durata della guerra, perché vi vennero collocate diverse fabbriche d'armi e importanti depositi d'armi ex cecoslovacchi.